# Friedrich Heeren
Friedrich Heeren (11 d'agost de 1803, Hamburg, Prússia - 2 de maig de 1885, Hannover, Prússia) fou un químic alemany.
Després d'estudiar en l'escola secundària Gelehrtenschule des Johanneums i en el de l'Acadèmia Militar d'Hamburg, començà a estudiar química a Göttingen, on es graduà amb un doctorat el 1825. El 1827 fundà amb el seu germà, una fàbrica d'espelmes a Hamburg. El 1831 es convertí en professor de l'Escola Politècnica de Hannover. Ensenyà química teòrica, pràctica i tècnica, física i mineralogia. Com a oficial de l'exèrcit desenvolupà diferents càrrecs.
El 1843-1844 publicà la primera edició del Diccionari Tècnic, que del qual n'era l'autor juntament amb Karl Karmarsch. En 1846 fou nomenat ciutadà d'honor de Hannover, juntament amb Karl Karmarsch, Heinrich Kirchweg i Moritz Ruehlmann.